# Lijst van onroerend erfgoed in Ledeberg
Een overzicht van het onroerend erfgoed in Ledeberg. Het onroerend erfgoed maakt deel uit van het cultureel erfgoed in België.
| Object                                                     | Erfgoedstatus? | Bouwjaar of architect | Deelgemeente | Adres                                                 | Coördinaten                  | Nummer? | Afbeelding                                                 |
| ---------------------------------------------------------- | -------------- | --------------------- | ------------ | ----------------------------------------------------- | ---------------------------- | ------- | ---------------------------------------------------------- |
| Burgerhuis ontworpen door J. Rooms                         |                |                       | Ledeberg     | Arthur Latourstraat 31                                | 51° 2' 29" NB, 3° 44' 35" OL | 26509   | Burgerhuis ontworpen door J. Rooms                         |
| Stadswoning                                                |                |                       | Ledeberg     | August Van Bockxstaelestraat 15                       | 51° 2' 21" NB, 3° 44' 28" OL | 26510   | Stadswoning                                                |
| Herenhuis                                                  |                |                       | Ledeberg     | August Van Bockxstaelestraat 66                       | 51° 2' 24" NB, 3° 44' 33" OL | 26511   | Herenhuis                                                  |
| Ensemble van drie burgerhuizen                             |                |                       | Ledeberg     | August Van Lokerenstraat 1-5                          | 51° 2' 16" NB, 3° 44' 32" OL | 26512   | Ensemble van drie burgerhuizen                             |
| Rij burgerhuizen                                           |                |                       | Ledeberg     | August Van Lokerenstraat 2-16                         | 51° 2' 16" NB, 3° 44' 34" OL | 26513   | Rij burgerhuizen                                           |
| Neoclassicistisch herenhuis                                |                |                       | Ledeberg     | August Van Lokerenstraat 18                           | 51° 2' 16" NB, 3° 44' 35" OL | 26514   | Neoclassicistisch herenhuis                                |
| Herenhuis                                                  |                |                       | Ledeberg     | August Van Lokerenstraat 20-24                        | 51° 2' 17" NB, 3° 44' 35" OL | 26515   | Herenhuis                                                  |
| Burgerhuis                                                 |                |                       | Ledeberg     | August Van Lokerenstraat 79                           | 51° 2' 22" NB, 3° 44' 35" OL | 26516   | Burgerhuis                                                 |
| Burgerhuis                                                 |                |                       | Ledeberg     | August Van Lokerenstraat 81                           | 51° 2' 23" NB, 3° 44' 35" OL | 26517   | Burgerhuis                                                 |
| Twee burgerhuizen                                          |                |                       | Ledeberg     | August Van Lokerenstraat 83-85                        | 51° 2' 23" NB, 3° 44' 36" OL | 26518   | Twee burgerhuizen                                          |
| Zwavelzuurfabriek                                          |                |                       | Ledeberg     | Gaston Crommenlaan                                    | 51° 2' 7" NB, 3° 44' 4" OL   | 26519   | Zwavelzuurfabriek                                          |
| Arbeiderswoningen                                          |                |                       | Ledeberg     | Binnenweg 9-11                                        | 51° 2' 12" NB, 3° 44' 22" OL | 26520   | Arbeiderswoningen                                          |
| Hoekhuis met slagerij                                      | niet bewaard   |                       | Ledeberg     | Brusselsesteenweg 208                                 | 51° 2' 28" NB, 3° 44' 29" OL | 26522   | Hoekhuis met slagerij                                      |
| Ensemble burgerhuizen ontworpen door H. Vaerwyck           |                |                       | Ledeberg     | Brusselsesteenweg 51-59, 51A                          | 51° 2' 27" NB, 3° 44' 35" OL | 26523   | Ensemble burgerhuizen ontworpen door H. Vaerwyck           |
| Huurhouderij                                               |                |                       | Ledeberg     | Brusselsesteenweg 101, 101A, Louis De Smetstraat 1A-C | 51° 2' 24" NB, 3° 44' 40" OL | 26524   | Huurhouderij                                               |
| Neoclassicistisch herenhuis                                |                |                       | Ledeberg     | Brusselsesteenweg 336                                 | 51° 2' 25" NB, 3° 44' 35" OL | 26526   | Neoclassicistisch herenhuis                                |
| Burgerhuis met art-decogevel ontworpen door O. Vandenhoeck |                |                       | Ledeberg     | Brusselsesteenweg 410                                 | 51° 2' 21" NB, 3° 44' 44" OL | 26527   | Burgerhuis met art-decogevel ontworpen door O. Vandenhoeck |
| Twee gespiegelde burgerhuizen                              |                |                       | Ledeberg     | Edmond Van Hoorebekestraat 12-14                      | 51° 2' 17" NB, 3° 44' 49" OL | 26530   | Twee gespiegelde burgerhuizen                              |
| Drie arbeiderswoningen                                     |                |                       | Ledeberg     | Edmond Van Hoorebekestraat 26-30                      | 51° 2' 15" NB, 3° 44' 50" OL | 26531   | Drie arbeiderswoningen                                     |
| Huis Bruxelman                                             |                |                       | Ledeberg     | Frans De Mildreef 5                                   | 51° 1' 54" NB, 3° 44' 30" OL | 26532   | Huis Bruxelman                                             |
| Alleenstaand burgerhuis                                    |                |                       | Ledeberg     | Frans De Mildreef 15                                  | 51° 1' 54" NB, 3° 44' 28" OL | 26533   | Alleenstaand burgerhuis                                    |
| Stadswoning                                                |                |                       | Ledeberg     | Fransevaart 26                                        | 51° 2' 22" NB, 3° 44' 25" OL | 26534   | Stadswoning                                                |
| Twee burgerhuizen in eclectische stijl uit 1888            |                |                       | Ledeberg     | Hilarius Bertolfstraat 39-41                          | 51° 2' 12" NB, 3° 44' 47" OL | 26535   | Twee burgerhuizen in eclectische stijl uit 1888            |
| Burgerhuis                                                 |                |                       | Ledeberg     | Hoveniersstraat 58                                    | 51° 2' 15" NB, 3° 44' 46" OL | 26537   | Burgerhuis                                                 |
| Burgerhuis met tuitgevel                                   |                |                       | Ledeberg     | Hoveniersstraat 60                                    | 51° 2' 15" NB, 3° 44' 46" OL | 26538   | Burgerhuis met tuitgevel                                   |
| Eclectisch burgerhuis, gedateerd 1887                      |                |                       | Ledeberg     | Hoveniersstraat 121                                   | 51° 2' 17" NB, 3° 44' 48" OL | 26539   | Eclectisch burgerhuis, gedateerd 1887                      |
| Sint-Gregoriuscollege                                      |                |                       | Ledeberg     | Hundelgemsesteenweg 93                                | 51° 2' 7" NB, 3° 44' 23" OL  | 26542   | Sint-Gregoriuscollege                                      |
| Burgerhuis                                                 |                |                       | Ledeberg     | Jacques Eggermontstraat 57                            | 51° 2' 13" NB, 3° 44' 24" OL | 26544   | Burgerhuis                                                 |
| Woonhuis Louis Vits                                        |                |                       | Ledeberg     | Jacques Eggermontstraat 59                            | 51° 2' 13" NB, 3° 44' 24" OL | 26545   | Woonhuis Louis Vits                                        |
| Burgerhuis                                                 |                |                       | Ledeberg     | Landjuweelstraat 9                                    | 51° 2' 16" NB, 3° 44' 27" OL | 26547   | Burgerhuis                                                 |
| Burgerhuis                                                 |                |                       | Ledeberg     | Landjuweelstraat 12                                   | 51° 2' 17" NB, 3° 44' 30" OL | 26548   | Burgerhuis                                                 |
| Hoekhuis en stadswoningen in eenheidsbebouwing             |                |                       | Ledeberg     | Landjuweelstraat 25-29                                | 51° 2' 16" NB, 3° 44' 27" OL | 26549   | Hoekhuis en stadswoningen in eenheidsbebouwing             |
| Burgerhuis                                                 |                |                       | Ledeberg     | Landjuweelstraat 26                                   | 51° 2' 18" NB, 3° 44' 29" OL | 26550   | Burgerhuis                                                 |
| Burgerhuizen                                               |                |                       | Ledeberg     | Landjuweelstraat 39, 49-51                            | 51° 2' 17" NB, 3° 44' 27" OL | 26551   | Burgerhuizen                                               |
| Ensemble burgerhuizen                                      |                |                       | Ledeberg     | Langestraat 38-50                                     | 51° 2' 16" NB, 3° 44' 39" OL | 26552   | }                                                          |
| Instituut Onze-Lieve-Vrouw Presentatie                     |                |                       | Ledeberg     | Langestraat 66-70                                     | 51° 2' 12" NB, 3° 44' 37" OL | 26553   | Instituut Onze-Lieve-Vrouw Presentatie                     |
| Parochiekerk Sint-Lieven                                   |                |                       | Ledeberg     | Ledebergplein                                         | 51° 2' 14" NB, 3° 44' 34" OL | 26554   | Parochiekerk Sint-Lieven                                   |
| Stadswoning met winkelpui                                  |                |                       | Ledeberg     | Ledebergplein 5                                       | 51° 2' 13" NB, 3° 44' 27" OL | 26555   | Stadswoning met winkelpui                                  |
| Pastorie Sint-Lievenparochie                               |                |                       | Ledeberg     | Ledebergplein 21                                      | 51° 2' 12" NB, 3° 44' 32" OL | 26556   | Pastorie Sint-Lievenparochie                               |
| Hoekhuis en twee burgerhuizen in neogotische stijl         |                |                       | Ledeberg     | Ledebergplein 26-27, 28                               | 51° 2' 15" NB, 3° 44' 32" OL | 26558   | Hoekhuis en twee burgerhuizen in neogotische stijl         |
| Vergaderlokaal van de harmonie Concordia                   |                |                       | Ledeberg     | Ledebergplein 34                                      | 51° 2' 16" NB, 3° 44' 30" OL | 26559   | Vergaderlokaal van de harmonie Concordia                   |
| Ensemble van stadswoningen                                 |                |                       | Ledeberg     | Louis De Smetstraat 9-11                              | 51° 2' 26" NB, 3° 44' 40" OL | 26560   | Ensemble van stadswoningen                                 |
| Burgerhuis                                                 |                |                       | Ledeberg     | Louis De Smetstraat 26                                | 51° 2' 26" NB, 3° 44' 42" OL | 26561   | Burgerhuis                                                 |
| Rij burgerhuizen                                           |                |                       | Ledeberg     | Onderwijsstraat 3-7, 11-19                            | 51° 2' 19" NB, 3° 44' 24" OL | 26562   | Rij burgerhuizen                                           |
| Burgerhuis                                                 |                |                       | Ledeberg     | Posthoornstraat 2                                     | 51° 2' 29" NB, 3° 44' 32" OL | 26563   | Burgerhuis                                                 |
| Directeurswoning                                           |                |                       | Ledeberg     | Prosper Vincentstraat 2                               | 51° 2' 14" NB, 3° 44' 37" OL | 26565   | Directeurswoning                                           |
| Ensemble burgerhuizen, gedateerd 1886                      |                |                       | Ledeberg     | Langestraat 73, Van den Heckestraat 1-5               | 51° 2' 14" NB, 3° 44' 40" OL | 26566   | Ensemble burgerhuizen, gedateerd 1886                      |
| Neoclassicistisch hoekhuis                                 |                |                       | Ledeberg     | Van den Heckestraat 64                                | 51° 2' 8" NB, 3° 44' 44" OL  | 26567   | Neoclassicistisch hoekhuis                                 |
| Burgerhuis                                                 |                |                       | Ledeberg     | Wazenaarstraat 46-50                                  | 51° 2' 28" NB, 3° 44' 49" OL | 26568   | Burgerhuis                                                 |
| Burgerhuis                                                 |                |                       | Ledeberg     | Wazenaarstraat 42-44                                  | 51° 2' 28" NB, 3° 44' 49" OL | 26569   | Burgerhuis                                                 |
| Ensemble van drie burgerhuizen in eclectische stijl        |                |                       | Ledeberg     | Edmond Van Hoorebekestraat 6-10                       | 51° 2' 18" NB, 3° 44' 49" OL | 89443   | Ensemble van drie burgerhuizen in eclectische stijl        |
| Oorlogsmonument                                            | Monument       |                       | Ledeberg     | Ledebergplein                                         |                              | 200934  | Oorlogsmonument                                            |
| Woning Goethals met winkel                                 | Monument       |                       | Ledeberg     | Hundelgemsesteenweg 220                               |                              | 217109  | Woning Goethals met winkel                                 |
| Danszaal Bristol                                           | Monument       |                       | Ledeberg     | Hundelgemsesteenweg 173-175, Weldadigheidstraat 10    |                              | 304721  | Danszaal Bristol                                           |

Gent sensu stricto, alfabetisch op straatnaam: A · B · Bu · C · D · E · F · G · H · I · J · K · Ka · Ko · L · M · N · O · P · Q · R · S · Sint · T · UV · W · XYZ

Overige deelgemeenten: Afsnee · Drongen · Desteldonk · Gentbrugge · Ledeberg · Mariakerke · Mendonk · Oostakker · Sint-Amandsberg · Sint-Denijs-Westrem · Sint-Kruis-Winkel · Wondelgem · Zwijnaarde

Lijst van onroerend erfgoed in Oost-Vlaanderen